# Iacobeni, Cluj
Iacobeni, mai demult Sâniacob, (în maghiară Mezőszentjakab, în trad. "Sâniacobu de Câmpie", colocvial Szentjakab, în germană Jakobsdorf) este un sat în comuna Ceanu Mare din județul Cluj, Transilvania, România.

## Istoric
În punctul „La Vie“ sau „Sărătură“, situat la 2 km sud-vest de sat, pe coaste sudică a unui deal, s-au descoperit, întâmplător, în anul 1961, 15 morminte de incinerație. S-au recuperat 4 urne întregi, vase romane provinciale de culoare roșie și un inel roman de bronz. Un sondaj executat în același an pe locul descoperiri nu a condus la descoperirea de noi morminte. Se consideră că cimitirul este de același tip cu cel de la Soporul de Câmpie, față de care se află la numai 4 km.
Următoarele obiective istorice din Iacobeni au fost înscrise pe Lista monumentelor istorice din județul Cluj, elaborată de Ministerul Culturii din România în anul 2015:
- Necropolele de incinerație din punctele “La Vie” și “Sărătura”.
- Siturile arheologice din punctele “Cuntenitul de Sus” și “Hodaie” (sec. XII-XIII, epoca medievală timpurie).